# 滋賀アリーナ
滋賀アリーナ（しがアリーナ、英語: Shiga Arena）は、滋賀県大津市上田上中野町・びわこ文化公園都市内にある体育館および多目的ホールである。滋賀県が土地を所有し、日立キャピタル（現・三菱HCキャピタル）やミズノなどが出資した共同企業体「しがクロス」が指定管理者として運営する。
開業当初から命名権導入により、「滋賀ダイハツアリーナ」（しがダイハツアリーナ、英語: SHIGA DAIHATSU ARENA）の名称が使用されている(後述)。

## 概要
大津市にある滋賀県立体育館（愛称・ウカルちゃんアリーナ）の老朽化により、体育館の機能を移設する目的で2019年から約3年間にわたり造成および建設が行われ、2022年12月1日に開館した。開館後はプロバスケットボール・B.LEAGUEの滋賀レイクスターズが本拠地として使用する。
当体育館は2025年に同県で開催される予定の第79回国民スポーツ大会・第24回全国障害者スポーツ大会、2026年に同県を中心に開催される予定の令和8年度全国高等学校総合体育大会の主要競技会場となった。当体育館は第79回国民スポーツ大会が終了するまで、滋賀県立体育館（愛称・ウカルちゃんアリーナ）と併用することが確定している。

## 歴史
- 2019年（令和元年）

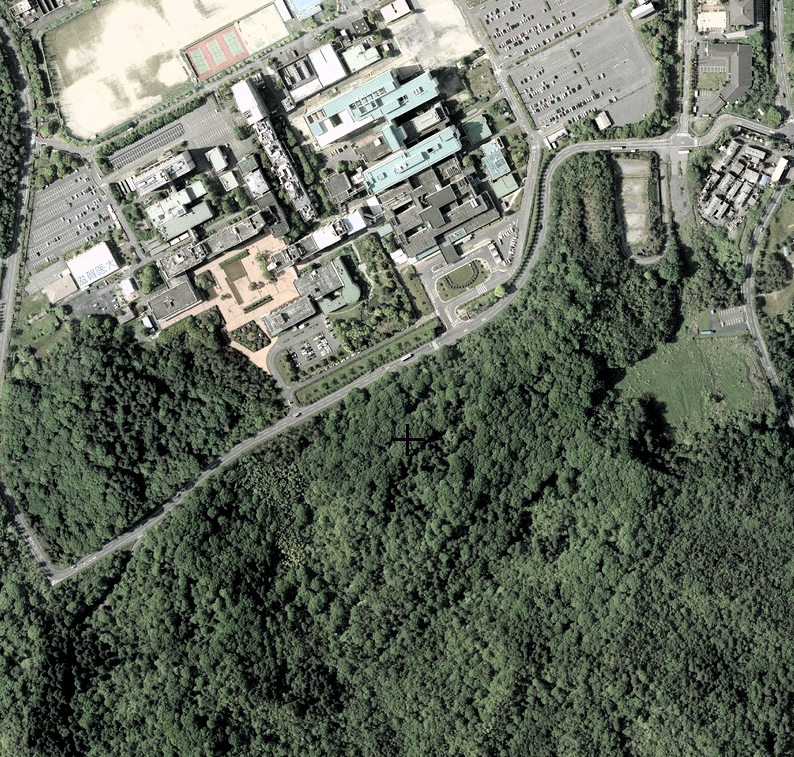
造成前の建設地（2008年4月、国土地理院による空中写真）

  - 6月26日：PFI事業の総合評価一般競争入札で日立キャピタル（現・三菱HCキャピタル）が落札し、同社を代表企業とした共同企業体が形成される[注 1][10]。
  - 12月：伐採が終わり、造成に着手する[11]。
- 2021年（令和3年）2月：造成が終了。その後、地盤改良を経て、体育館の建設を開始する[11]。
- 2022年（令和4年）
  - 6月：体育館の外装工事が完了。その後、同年8月に駐車場の整備、同年10月に体育館の内装工事がそれぞれ完了する[11]。
  - 12月1日：開館[5]。
  - 12月10日：当体育館を会場とする滋賀レイクスターズの試合（シーホース三河戦）が初めて開催される[12]。
- 2025年（令和7年）：第79回国民スポーツ大会・第24回全国障害者スポーツ大会の競技会場（バドミントンほか）となる予定[8]。
- 2026年（令和8年）：令和8年度全国高等学校総合体育大会の総合開会式の会場およびフェンシングの競技会場となる予定[9]。

## 施設命名権
| 命名権による呼称     | 契約企業                 | 契約料年額（万円） | 契約期間                    |
| -------------------- | ------------------------ | ------------------ | --------------------------- |
| 滋賀ダイハツアリーナ | 滋賀ダイハツ販売株式会社 | 500                | 2022年10月1日-2027年3月31日 |

### 滋賀ダイハツアリーナ
2020年6月26日、滋賀県内におけるダイハツ工業のディーラー・滋賀ダイハツ販売が命名権を取得、契約を締結した。愛称は「滋賀ダイハツアリーナ」（略称：滋賀DH）で、契約期間は2022年10月1日 - 2027年3月31日の4年半となる予定。

## 施設
- メインアリーナ

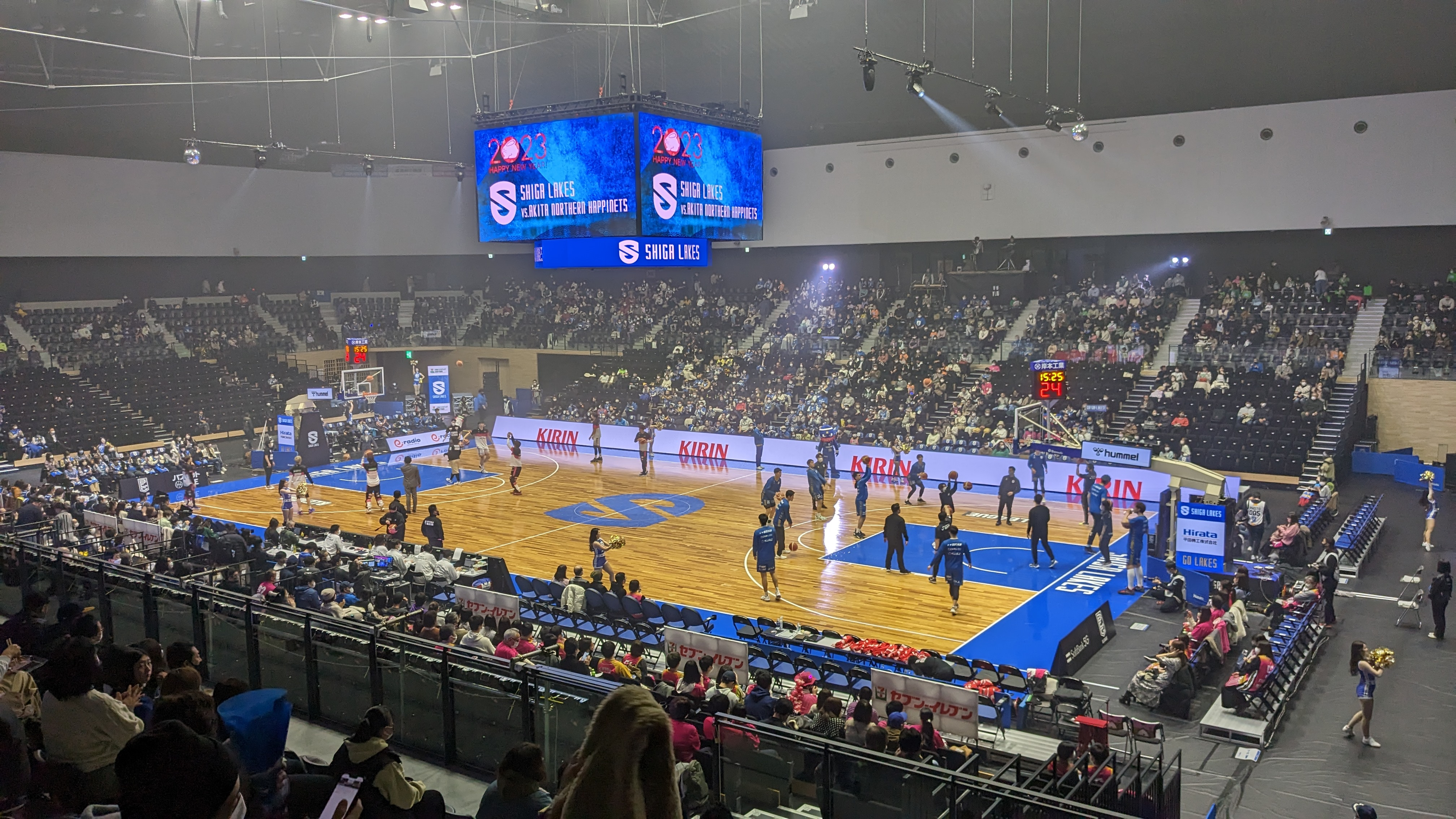
観客席とコート（2023年1月）

  - 約5,000人収容（仮設席を含む） 、面積2,894.64 m²[14]
- サブアリーナ
  - 約200人収容、面積1,278.19 m²[14]
- トレーニングルーム
- 健康・体力測定室
- 多目的室
- 会議室
  - 大会議室（1室）、小会議室（4室）
- キッズルーム
- 授乳室
- 多目的広場
- 飲食施設

駐車場
- 約900台（うち約400台は臨時用）

駐輪場
- 約200台（自転車：約170台、原付・自動二輪：約30台）

## アクセス
公共交通機関
- JR琵琶湖線（東海道本線）瀬田駅よりバス（帝産湖南交通）で約15分、「滋賀アリーナ」停留所下車。

自動車
- 名神高速道路・京滋バイパス（高速道路）
  - 瀬田東インターチェンジ下車、約10分。

- 新名神高速道路
  - 草津田上インターチェンジ下車、約5分。    - 滋賀医科大学の正門前にある。